# Jožefov jašek
Jožefov jašek (tudi jašek Kajzer, od 1945 dalje tudi jašek Delo) je eden izmed sedmih rudniških jaškov rudnika živega srebra v Idriji. Jašek je bil zgrajen leta 1768 na jugovzhodu mesta, danes pa s preostankom rudnika ne obratuje več in je bil leta 2007 zasut. Je glavni jašek v rudniku, saj je s 381,5 metri globine (33 m pod morsko gladino) povezoval vseh 15 obzorij rudnika; zato so ga uporabljali za prevoz ljudi, dovoz materiala in izvoz rude. Poimenovan je po Jožefu II. Habsburško-Lotarinškem.

## Zasnova
Leta 1785 sta dunajski in španski dvor sklenila kupoprodajno pogodbo za velike količine živega srebra, zato konec 18. stoletja velja za enega proizvodnih viškov rudnika, iz tega obdobja pa sta v Idriji ohranjena Jožefov in Frančiškov jašek. Objekt stoji na obrobju Idrije, na jugovzhodnem robu idrijskega rudišča.
Kompleks zgradb vključuje danes zasut jašek, izvozni stolp s pripadajočo izvozno napravo, nakladalno postajo tovorne žičnice, rudniško kovačijo ter rudarske garderobe in sanitarije. Rudo so sprva iz njega izvažali preko rudniške ozkotirne železnice, kasneje pa preko rudniške žičnice.
V okolici kompleksa jaška stoji več drugih objektov, ki so povezani z rudnikom, med drugim vodni kanal Rake in njemu pripadajoča naravoslovna učna pot, črpalka na vodni pogon za črpanje jamske vode idrijska kamšt ter Scopolijev botanični vrt.
Leta 2001 je bil razglašen za spomenik državnega pomena, leta 2007 pa z zaključkom zapiralnih del zasut.

## Zgodovina
Leta 1765 je idrijski rudnik neuspešno iskal rudo v rovu sv. Magdalene na območju, znanem kot "Podgore", ki je nasproti območju Jožefovega jaška.
Leta 1785 sta dunajski in španski dvor sklenila kupoprodajno pogodbo za velike količine živega srebra, zato se konec 18. stoletja smatra za enega proizvodnih viškov rudnika, iz tega obdobja pa sta v Idriji ohranjena Jožefov jašek ter Frančiškov jašek.
Leta 1837 je bila v kompleksu jaška zaradi težav z nenadnim vdiranjem jamske vode nameščena parna črpalka, ki je bila ena prvih tovrstnih naprav v Avstro-Ogrski.
Leta 1902 je bila od jaška do Bašerije, klasirnice in drobilnice rude, zgrajena ozkotirna električna železnica širine 1000 mm in dolžine 700 m proizvajalca Siemens&Halske, ki je nadomestila konjsko vprego. Železnica je z dvema lokomotivama obratovala do leta 1957, ko je bilo nad Topilnico zgrajeno poslopje z novo nakladalno postajo, separacijsko postajo ter drobilnico. Lokomotivi sta najstarejši ohranjeni lokomotivi v Sloveniji.